# Iceberg Bank
Die Iceberg Bank (englisch) ist eine submarine Bank im Rossmeer vor der Scott-Küste des ostantarktischen Viktorialands. Sie liegt südlich der Franklin-Insel in etwa auf der geographischen Breite des Kap Day.
Das New Zealand Antarctic Place-Names Committee benannte sie. Namensgebend ist die Ansammlung von Eisbergen in diesem Gebiet.